# Jun Hayami
Jun Hayami (...) è un fumettista giapponese ero guro hentai.

## Lista delle opere
- A Good Day to Die
- An Ugly Daughter Like Me
- Beautiful Imprint
- Beauty Labyrinth of Razors
- Bunch of shit-bags in Hell Season
- Hentai Shounen
- Kore ga Geijutsu
- Regarding Mika
- This is art
- The Darkness Burns